# John R. Steel
Pour les articles homonymes, voir Steel.
John Robert Steel (né le 30 octobre 1948) est un mathématicien américain, spécialisé en théorie des ensembles à l'université de Californie à Berkeley (anciennement à l'UCLA).

## Travaux
Il a apporté de nombreuses contributions à la théorie des modèles internes et du déterminisme. Avec Donald Martin, il a prouvé le déterminisme projectif (en), en supposant l'existence de cardinaux suffisamment grands. Il a obtenu son Ph. D. en Logique et Méthodologie des Sciences, à Berkeley, en 1977, sous la supervision conjointe de John West Addison, Jr et Stephen G. Simpson (en), avec une thèse intitulée Determinateness and Subsystems of Analysis.

## Prix et distinctions
Il reçoit en 1988 le prix Carol Karp décerné par l'Association for Symbolic Logic, conjointement avec W. Hugh Woodin et Donald Martin.
En 1990 il est conférencier invité au Congrès international des mathématiciens à Kyoto, avec une conférence intitulée Iteration trees.
Il est Gödel Lecturer en 2012 avec une conférence intitulée The hereditarily ordinal definable sets in models of determinacy.
En 2015, la Société européenne de théorie des ensembles lui a décerné conjointement avec Ronald Jensen, la médaille Hausdorff pour leur article « K without the measurable ».

## Publications
- Donald A. Martin et John R. Steel, « A Proof of Projective Determinacy », Journal of the American Mathematical Society, vol. 2, no 1,‎ janvier 1989, p. 71–125 (DOI 10.2307/1990913, lire en ligne [archive du 30 avril 2016])
- Ronald Jensen et John R. Steel : K without the measurable (The Journal of Symbolic Logic, Volume 78, Issue 3 (2013), pp.708-734)[5].
- The Core Model Iterability Problem, Springer 1996